# Air, l'autre télé
Pour les articles homonymes, voir Air (homonymie).
Air, l'autre télé était une chaîne de télévision généraliste et de divertissement sous licence luxembourgeoise émettant sur le canal 21 de l'émetteur de Dudelange en direction de la Lorraine et du Grand Duché de Luxembourg, la chaine a démarré le 28 février 2011. Elle cesse ses émissions le 18 décembre 2014, avec une image fixe à l'antenne.

## Présentation

### Localisation
- Notre TV S.A. (au capital de 31 000€) : 51, avenue JF Kennedy - L-1855 Luxembourg (siège social)

### Régie publicitaire
La chaîne s’appuie sur sa propre régie publicitaire pour vendre ses espaces de communication.

### Diffusion
La chaîne est diffusée en clair depuis le canal 21 de Dudelange au Luxembourg, laissé vacant après l'arrêt de RTL9 en Lorraine. L’émetteur et la régie finale sont gérés par BCE, filiale de RTL Group. Sa zone de diffusion couvre une partie des quatre départements Lorrains ainsi que le Grand Duché du Luxembourg. Le signal est également repris sur différents réseaux locaux.
Le 17 décembre 2014, la chaîne dépose le bilan et le 18 décembre, elle annonce à l'antenne via une image fixe : « Après 4 années de diffusion, nous sommes au regret de vous annoncer la fin des programmes de votre chaîne AIR, L'Autre Télé. Nous remercions nos téléspectateurs pour leur fidélité ».

### Audience
Après un an d’existence, plus de 500 000 téléspectateurs de la grande région connaissent les programmes de AIR l’autre télé. Ils sont plus de 100 000 à les regarder toutes les semaines[réf. nécessaire].

### Programmes
La programmation est axée sur des émissions multi-rediffusées en relation avec le Grand Duché de Luxembourg, et non plus principalement sur la Lorraine depuis que la chaîne est installée à Luxembourg. Parmi ses émissions : La Matinale, Bienvenue chez vous (émission phare de RTL9 Est), After work, Le mag, L'air du temps, télé-achat, etc.

### Téléachat
Le programme de téléachat diffusé sur la chaîne est produit par Les Boutiques du monde, filiale à 100 % de Home Shopping Service.